# Robin Cousins
Robin Cousins (* 17. srpna 1957 Bristol) je bývalý anglický krasobruslař. Vítěz olympijského závodu v Lake Placid roku 1980, mistr Evropy z Göteborgu ze stejného roku, držitel dvou stříbrných medailí z mistrovství světa (1979, 1980). Po skončení závodní kariéry tančil v ledních show a působil i jako choreograf a tanečník na divadelních a muzikálových prknech ve West Endu.